# فوريكاكي

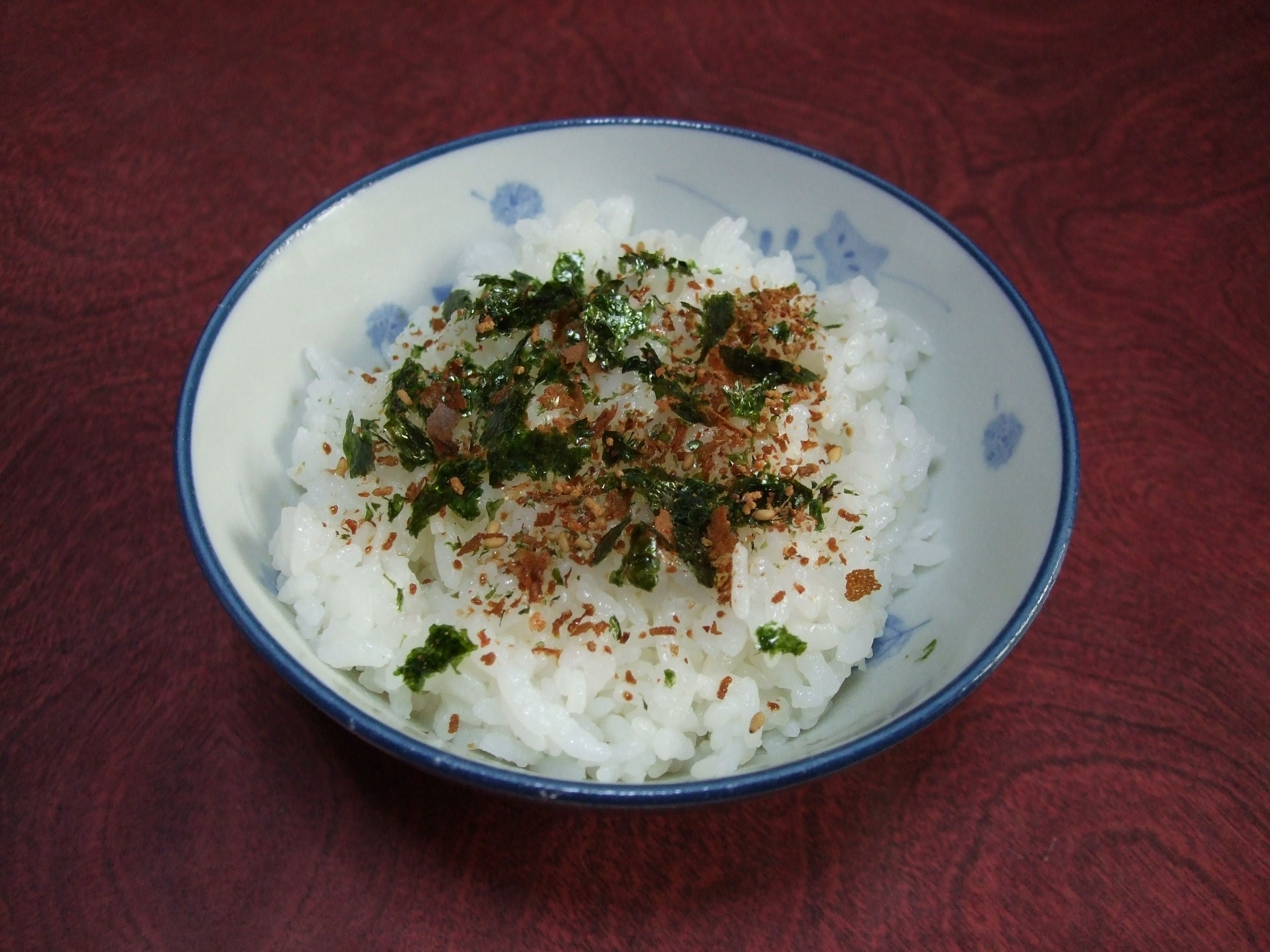
Furikake

فوريكاكي (振り掛け / ふりかけ Japanese character sets)
هو نوع من التوابل اليابانية المجففة التي تستخدم برشها على الأرز المطبوخ. يتكون عادةً من خليط من السمك المجفف، بذور السمسم، العشب البحري المجفف، سكر، ملح ومادة غلوتامات أحادية الصوديوم. هناك مقومات منكهة أخرى مثل الـ«كاتسوبوشي» (يشار إليه في بعض الأحيان بـ«بونيتو» على الأغلفة)أو الـ«أوكاكا» (رقائق «بونيتو» بللت بصلصة الصويا ثم جففت مرةً أخرى), سمك السالمون، الـ«شيسو», بيض، بودرة الـ«ميسو» والخضار وغيره قد تضاف إلى الخلطة.
الـ«فوريكاكي» عادة ما تأتي في ألوان زهية وعلى هيئة رقائق صغيرة قابلة للرش. يمكن أن تحمل نكهة خفيفة للسمك أو الطعام البحري وفي أغلب الأحيان تكون نكهتها حارة.يمكن أن تستخدم في الطبخ الياباني لتخليل الطعام لكي يستخدم في كرات الأرز أو ما يسمى بـالـ«أونيغيري» ا.
يمكن الحصول على الـ«فوريكاكي» في خارج اليابان من المحلات الآسيوية (عادة ما تكون بجانب الـ«كاتسوبوشي»)أو في جناح الأغذية والمأكولات الآسيوية في أي من المحلات التجارية الكبرى.